# La Rotunda
La Rotunda fue una de las cárceles más notables de la Venezuela de mediados del siglo XIX y principios del siglo XX. El auge de su importancia se dio durante la dictadura de Juan Vicente Gómez, debido a los métodos de tortura aplicados a los presos políticos y a las condiciones inhumanas a los cuales eran sometidos. Era conocida por los detractores del gomecismo como "la última morada de los opositores". El edificio estaba ubicado en el lugar donde actualmente se encuentra la Plaza La Concordia.

## Historia

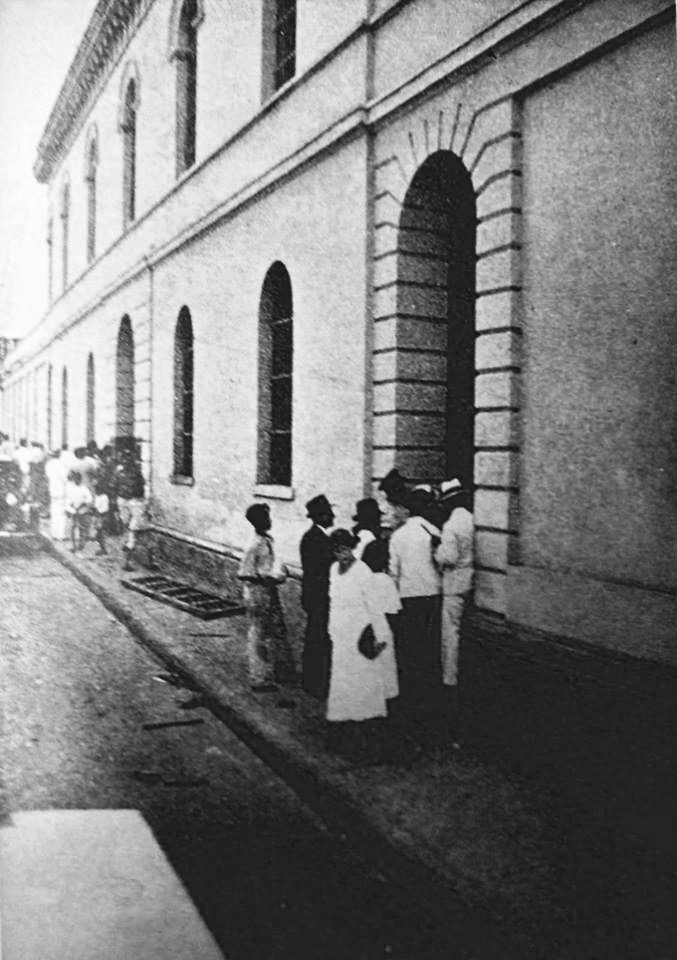
Fachada exterior de «La Rotunda», fotografiada un día de visita. Familiares y amigos de presos comunes esperan a las puertas

La Rotunda fue construida en 1844 en Caracas, al sur del Hospital de Caridad de Hombres, durante la presidencia de Carlos Soublette. La construcción de la cárcel fue concluida en 1854, durante el gobierno de José Gregorio Monagas. El nombre de la cárcel se deriva de la forma circular del edificio, ideado a partir del modelo creado en el siglo XVIII por el inglés Jeremías Bentham, llamado panóptico. Fue reinaugurada, aunque por el presidente Juan Pablo Rojas Paúl, el 14 de octubre de 1889, como casa de corrección. Durante las dictaduras de Cipriano Castro y Juan Vicente Gómez la Rotunda adquirió su fama de prisión política.

### Demolición
La cárcel fue demolida en el año 1936 por el presidente Eleazar López Contreras. López Contreras escogió el nombre de «La Concordia» para la plaza que se ubicaría en el mismo lugar donde había estado la cárcel, para dar una idea de un nuevo tiempo de entendimiento. Con ello quería darle fuerza a su recién estrenado y frágil mandato porque, desde su posición de Ministro de Guerra de Juan Vicente Gómez, no era posible imaginar que López Contreras ignorara lo que ocurría a los presos de la Rotunda. La demolición de la cárcel por parte de López Contreras ha sido vista como un intento por parte de este General de borrar uno de los episodios más oscuros de la historia del país, porque estuvo involucrado. De allí el nombre de la plaza que ocupa su lugar la plaza La Concordia, como un intento de olvido a una de las épocas más oscuras de la historia de Venezuela.

## Métodos carcelarios
Los hombres que eran apresados en la Rotunda por motivos políticos cargaban con grilletes y pernos de acero en los pies y eran víctimas de numerosas torturas. Los grillos sujetaban los tobillos de los prisioneros inmovilizándolos y produciéndoles heridas. Se solía introducir veneno en los alimentos de reos sobre los que pesaran órdenes de asesinato, y vidrio molido en sus bebidas para causar mayor sufrimiento a la hora de la muerte. Fue una época muy oscura para la política venezolana y todo aquel que se opusiera al régimen de Gómez era asesinado, encarcelado o desaparecido. Entre el peor de los castigos se encontraba esta cárcel. Los métodos de tortura iban desde los más convencionales hasta la pena de muerte.
Muchos de los presos políticos de la Rotunda eran enviados a cumplir con trabajos forzados, el más famoso de los cuales fue la construcción de la carretera Trasandina en los Andes Venezolanos que aún sigue en funcionamiento. Uno de los torturadores más crueles de esta cárcel fue un preso común llamado Nereo Pacheco quien, por órdenes de Gómez, fue utilizado por los vigilantes como elemento de castigo a los presos políticos.

## Presos notables

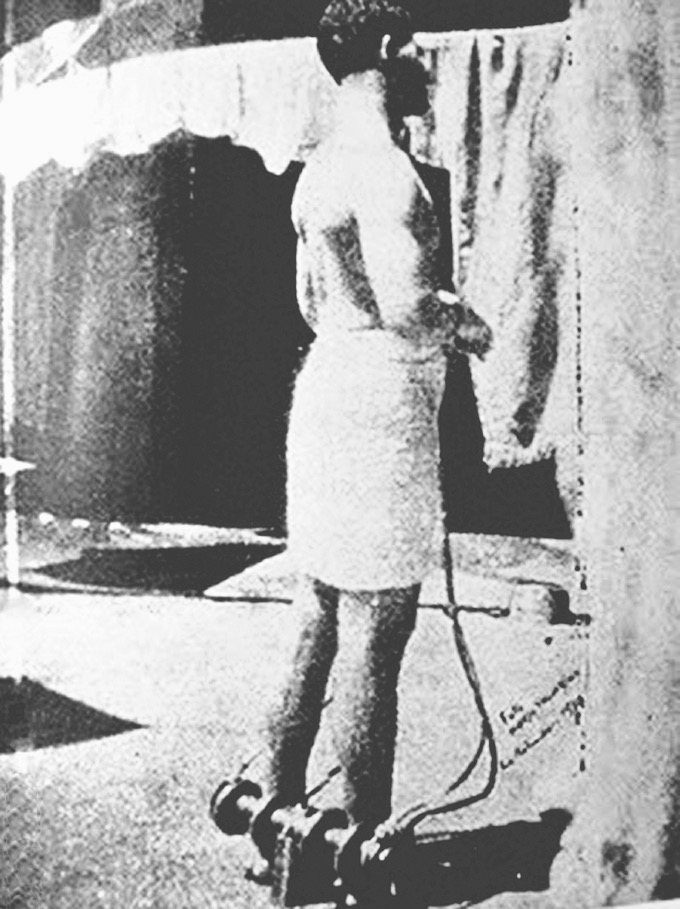
Un preso político de la Rotunda portando perno y grillete en los tobillos, para impedir su movilidad

Entre los presos célebres de la cárcel se encuentran:
- Joaquín Crespo, es presidente de Venezuela, encarcelado por la expedición de la Ana Jacinta.
- Román Delgado Chalbaud, líder de una conspiración en contra del presidente Juan Vicente Gómez, quien habitó su celda por catorce años.
- José Rafael Pocaterra, escritor nacido en la ciudad de Valencia, quien narra sus desventuras en prisión en su libro Memorias de un Venezolano de la Decadencia.
- Rufino Blanco Fombona, opositor al régimen gomecista desde el principio y luego exiliado del país hasta la muerte de Gómez.
- los sacerdotes Mendoza y Monteverde, engrillados por ser parte del clero opositor al régimen de Gómez.
- Néstor Luis Pérez, jurista venezolano.
- Jóvito Villalba, político venezolano.
- Andrés Eloy Blanco, político y poeta venezolano.
- Carlos López Bustamante, director del diario El Fonógrafo en Caracas.
- Francisco Betancourt Sosa, empresario, político, escritor y banquero, presidente por 14 años de Banfoandes (Banco de Fomento Regional Los Andes).
- Eustoquio Gómez, acusado del asesinato de Luis Mata Illas.